# Lễ hội các dân tộc Việt Nam
Các lễ hội của đồng bào dân tộc thiểu số Việt Nam.
- Ada (Pa Kô)
- Căm Mường
- Cầu mùa (Dao)
- Cầu tài
- Cầu mùa (Khơ Mú)
- Cầu mùa (Tà Ôi)
- Cầu mùa (Thái)
- Cầu mưa (Chăm)
- Cầu mưa (Thái)
- Cầu mưa (Xtiêng)
- Cầu mưa (Lô Lô)
- Lễ Vía
- Chol Chnam Thmay
- Cồng chiêng
- Cúng bản
- Cúng đất làng
- Cúng thần rừng
- Dâng hoa măng
- Đâm trâu (Ba Na)
- Đâm trâu (Mạ)
- Đâm trâu (M'Nông)
- Đâm trâu (Xtiêng)
- Đâm đuống
- Đại phan
- Đoọc moong
- Đập trống
- Đôn ta
- Đua bò Bảy Núi
- Đua voi
- Gầu tào
- Gội đầu
- Hạn Khuống
- Hao Trol Va
- Hoa Ban
- Ká pêê nau
- Katé
- Kin Pang Then
- Kơ Pan
- Ksaisatíp
- Lập tịch (Dao)
- Lồng tồng
- Mạ ma
- Măng hoa
- Mah Grợ
- Nào Cống
- Mùa xuân Tây Nguyên
- Mùa xuân
- Nàng Hai
- Nhảy lửa (Dao)
- Nhảy lửa (Pà Thẻn)
- Nghinh Ông
- Nguyên Tiêu
- Ok om bok
- Oóc Pò
- Pàng A Nụ Ban
- Pôồn Pôông
- Puh Hơ Drih
- Ranuwan
- Roóng poọc
- Roya Phik Trok
- Rước Đất, rước Nước
- Sayangva
- Sên lẩu nó
- Tết nhảy
- Tháp Bà Ponagar
- Trùm chăn
- Trưởng thành
- Xang khan
- Xên bản, xên mường
- Xen pang ả
- Xíp xí
- Xòe chiêng